# Axel Ludwig
Axel Ludwig (* 25. Dezember 1955 in Mettmann) ist ein deutscher Synchron-, Hörbuch- und Off-Sprecher.

## Leben
Ludwig absolvierte zunächst eine Ausbildung im pädagogischen Bereich und begann seine professionelle Laufbahn als darstellender Künstler erst im Alter von 40 Jahren.
Nach einer Schauspiel- und Sprecherausbildung trat er ab 1995 als Sprecher in Hörfunk, Film und Werbung in Erscheinung. Außerdem spricht er in Computerspielen und liest Hörbücher ein, z. B. für eine Reihe nach dem Rollenspiel Das Schwarze Auge.
Größere Bekanntheit erlangte er als Knölleruper Bauherr Günter Günzelsen in dem Zeichentrickfilm Werner – Volles Rooäää!!! aus der Comicreihe Werner.